# Mitar Martinović

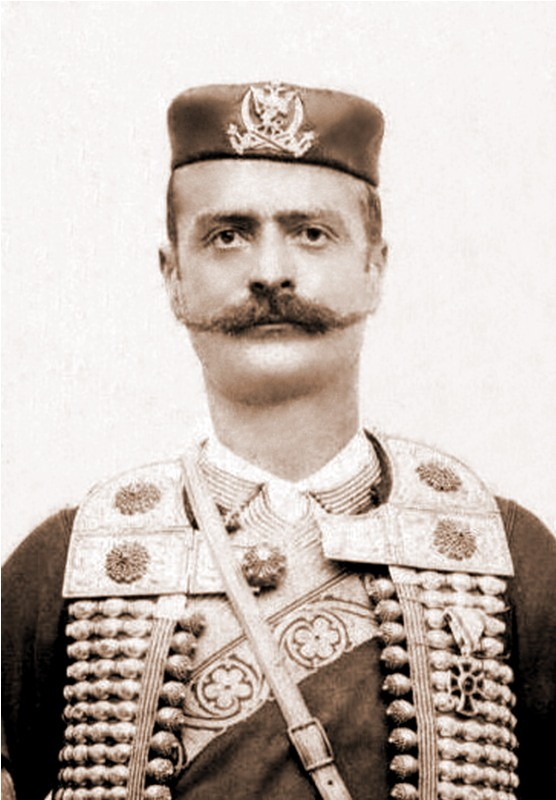
Mitar Martinović em 1912

Mitar Martinović (cirílico: Митар Мартиновић, 8 de setembro de 1870 - 11 de fevereiro de 1954) foi um voivoda montenegrino.
Martinović foi um dos fundadores do Verdadeiro Partido do Povo em 1906. Ele foi Primeiro Ministro do Reino de Montenegro entre 1912 e 1913 e Ministro das Forças Armadas em duas ocasiões (1907-1910 e 1912-1913).